# Doug Ellin
Doug Ellin (Nova York, 6 de abril de 1968) é um roteirista e produtor cinematográfico americano. Ellin é o criador da série de televisão Entourage, da HBO, da qual também é produtor executivo e o principal roteirista. 

## Filmografia

### Roteirista
| Ano             | Título           | Papel                           | Obs                          |
| --------------- | ---------------- | ------------------------------- | ---------------------------- |
| 2004-atualidade | Entourage        | Principal roteirista            | também criador               |
| 2002-2004       | Life With Bonnie | Membro da equipe de roteiristas |                              |
| 1998            | Kissing a Fool   | Roteirista                      |                              |
| 1996            | Phat Beach       | Roteirista                      |                              |
| 1993            | The Pitch        | Roteirista                      | Creditado como Douglas Ellin |
| 1993            | The Waiter       | Roteirista                      | Filme independente           |

### Produtor
| Ano          | Título    | Papel              | Obs.                  |
| ------------ | --------- | ------------------ | --------------------- |
| 2004-Present | Entourage | Produtor-executivo | 66 episódios até 2008 |

### Ator
| Ano       | Título         | Papel                              | Obs.                                 |
| --------- | -------------- | ---------------------------------- | ------------------------------------ |
| 2004-2005 | Entourage      | Doug/Produtor na audição           | Participação especial em 2 episódios |
| 1998      | Kissing a Fool | Barman/Convidado de Jerry Springer |                                      |
| 1993      | The Pitch      | -                                  | Creditado como Douglas Ellin         |

### Diretor
| Year | Title          | Role | Notes                        |
| ---- | -------------- | ---- | ---------------------------- |
| 1998 | Kissing a Fool |      |                              |
| 1996 | Phat Beach     |      |                              |
| 1993 | The Pitch      |      | Creditado como Douglas Ellin |
| 1993 | The Waiter     |      | Filme independente           |